# Плексіпп
Плексі́пп (грец. Plexippos) — у давньогрецькій міфології — дядько Мелеагра, учасник калідонського полювання.